# Mozaika na Szulawśce

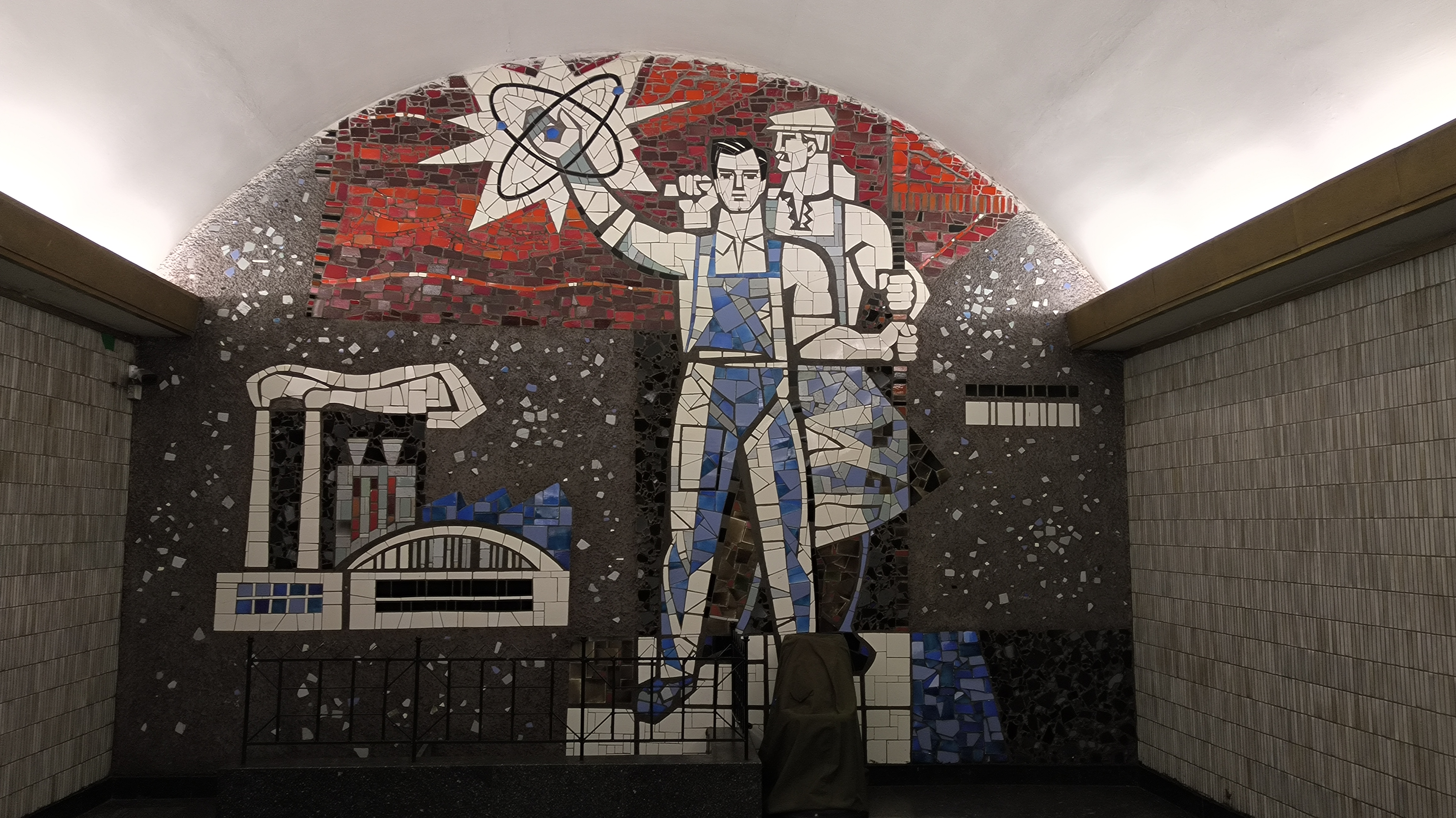
Mozaika "Zakład "Bilszowyk"

Mozaika na Szulawśce (ukr. мозаїка на Шулявці) – ceramiczna mozaika stworzona w 1963 roku przez ukraińskich artystów Iwana Lytowczenko (ukr. Іван Литовченко) i Marię Lytowczenko (ukr. Марія Литовченко) na stacji metra Szulawśka niedaleko zakładu "Bilszowyk" (ukr. Більшовик) w Kijowie.

## Zakład "Bilszowyk"

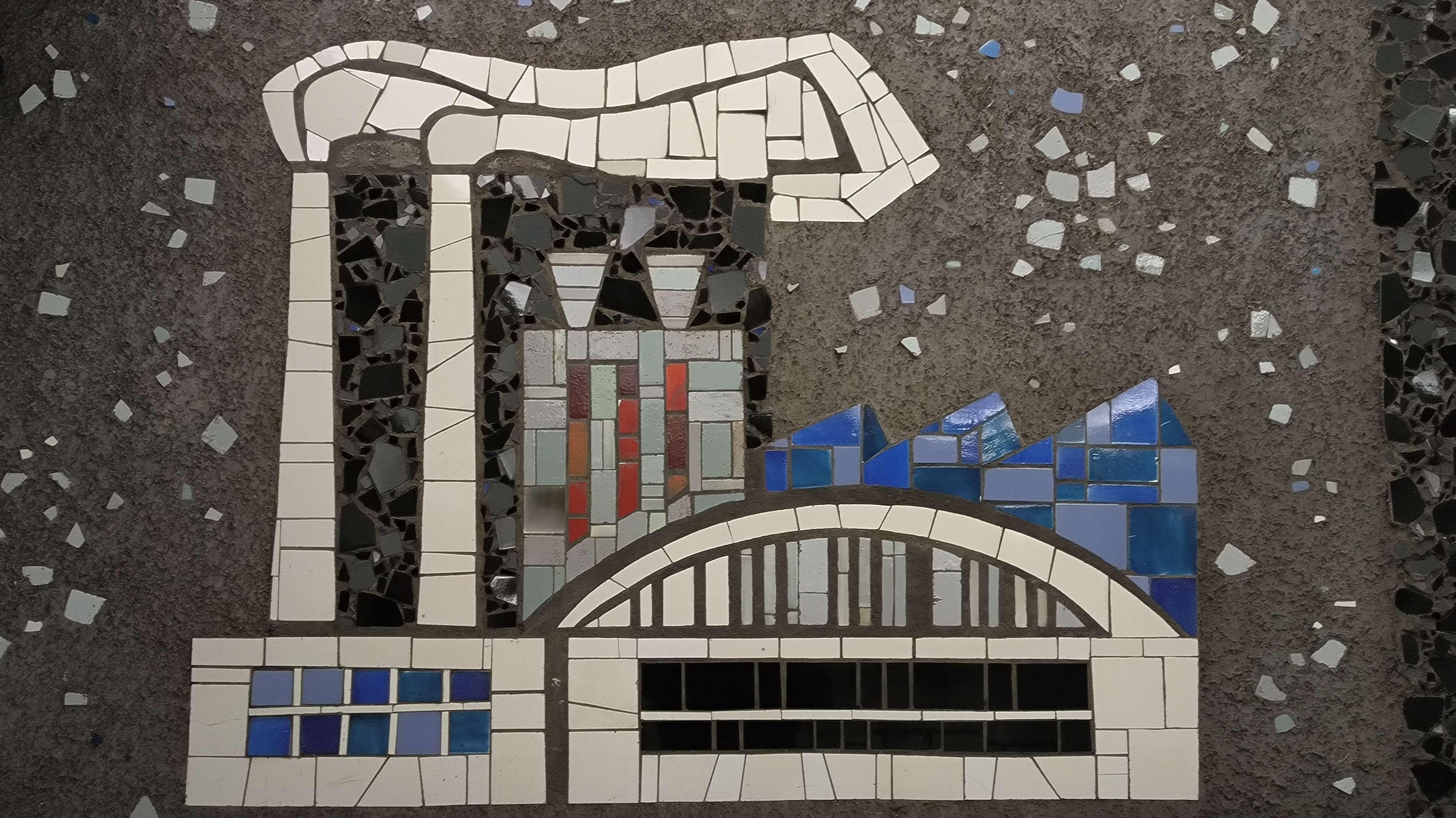
Zakład "Bilszowyk" (fragment mozaiki)

Zakład maszynowy w Kijowie został założony w 1882 roku. Do rewolucji październikowej w 1917 roku należał do spółki akcyjnej "Gräter i Krywanek" i produkował maszyny parowe oraz urządzenia dla cukrowni i innych zakładów. W 1903 roku pracownicy fabryki uczestniczyli w ogólnym strajku robotników południa Imperium Rosyjskiego, a w 1905 roku organizowali oddziały bojowe. W październiku 1917 roku toczyli walki przeciwko Rządowi Tymczasowemu, a w styczniu 1918 roku z wojskami Centralnej Rady dla ustanowienia władzy radzieckiej na Ukrainie. Fabryka otrzymała nazwę "Bilszowyk" w 1922 roku. Zakład "Bilszowyk" szybko zdobył reputację niezawodnego producenta, zapewniając wysoką jakość swoich produktów. Dzięki temu jego wyroby szeroko wykorzystywano w przemysłowych zakładach nie tylko na Ukrainie, ale także poza jej granicami. Zakład stał się jednym z symboli przemysłowego potencjału miasta.
Przez dziesięciolecia zakład "Bilszowyk" tworzył miejsca pracy i zapewniał wynagrodzenie dla tysięcy mieszkańców Kijowa. Stał się ważnym czynnikiem społecznym, wpływającym na rozwój nie tylko gospodarki miasta, ale także jego ludności. Wiele rodzin miało swoich członków pracujących w zakładzie "Bilszowyk".
Dzisiaj zakład "Bilszowyk" już nie działa, ale pozostaje symbolem rozwoju przemysłowego miasta i przypomina o bogatej historii i wkładzie ukraińskiego przemysłu.

## Stancja metra Szuliawska

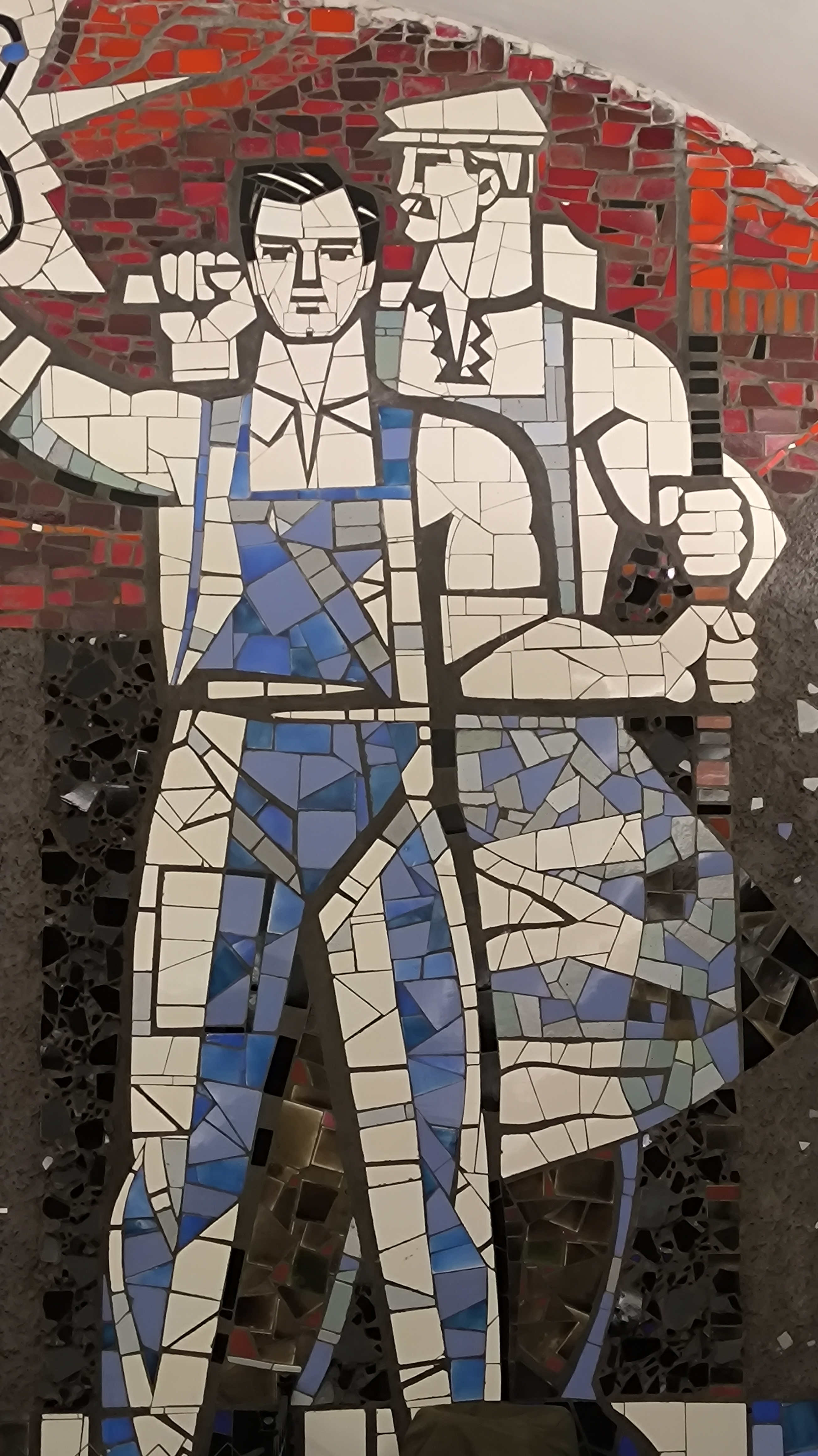
Pracownicy zakładu "Bilszowyk" (fragment mozaiki)

Budowa stacji metra Szulwaśka rozpoczęła się w latach 60. XX w. Ta stacja była jednym z projektów pierwszej linii kijowskiego metra, która biegła od stacji Wokzalna do stacji Dnipro. Stacja została otwarta 5 listopada 1963 roku. Ta stacja stała się jednym z najbardziej perspektywicznych węzłów komunikacyjnych miasta. Zapewniała wygodny dostęp do zakładu "Bilszowyk" dla jego pracowników i innych mieszkańców Kijowa.
Architekci: Anatolij Dobrowolśkyj, Borys Pryjmak, Ołeksandr Małynowśkyj, Anatolij Czerkaśkyj.
Cała stancja metra jest pokryta kolorowym szkłem z tlenkami metali (smalta), kolorowymi kafelkami i cementem. Na frontonach stacji umieszczono 6 słów, między którymi znajdowały się gwiazdki: pokój, praca, wolność, równość, braterstwo, szczęście. Podczas dekomunizacji usunięto gwiazdki oraz słowo "komunizm".

## Mozaika

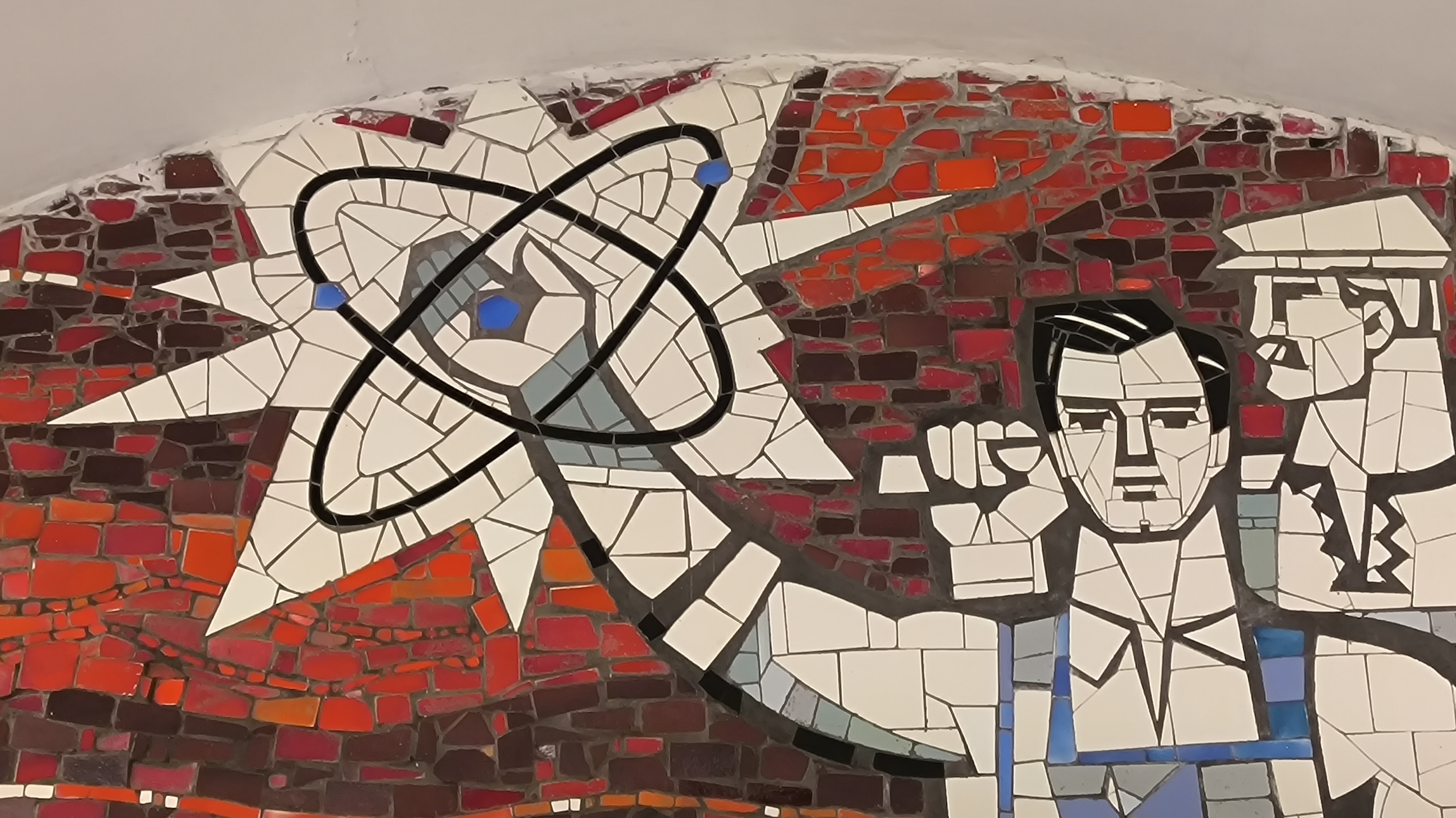
Jeden z pracowników trzyma atom jądrowy (fragment mozaiki)

To, co widzimy na mozaice, odzwierciedla rzeczywistość lat 60. Autorami tego dzieła są plakacista Iwan Lytowczenko i malarka Maria Lytowczenko, którzy przedstawili życie jednej z dzielnic Kijowa. Mozaika przedstawia fabrykę, robotników w heroicznych pozach i atom w rękach jednego z pracowników, jako symbol potęgi ZSRR w rozwoju programu nuklearnego. Mozaika wykonana jest w stylu rzymskiej mozaiki, czyli rodzaju mozaiki składającej się z małych kolorowych kostek kamienia lub szkliwa. Małe rozmiary modułów pozwalają na osiągnięcie wysokiej precyzji i elegancji obrazu. Kolorowe szkliwo w niebieskim i czerwonym kolorze wprowadziło znaczny kontrast i uczyniło pracę bardzo wyrazistą.
Mozaika była tworzona w trzech etapach:
- szkic, który został zatwierdzony przez komisję funduszu kulturalnego;
- kartonowy szkic, który dawał wyobrażenie, jak praca będzie wyglądać na ścianie;
- układanie detali i tworzenie pracy na większą skalę.

Sama mozaika stanowiła odradzanie monumentalnej sztuki lat 60. XX w. Pojawienie się takich prac na terenach Kijowa świadczyło o powrocie bojczukistów, czyli artystów, plakacistów, tkaczy gobelinów, którzy naśladowali szkołę Mychajła Bojczuka. Bojczukiści to grupa malarzy monumentalnych, uczniów i naśladowców Bojczuka, reprezentujących "czerwoną sztukę" i "czerwoną kulturę" lat 20.–50. XX w., których twórczość wpłynęła na światopogląd, sztukę i kulturę radzieckiej epoki, w tym radzieckiego ukraiństwa.
Na tamten czas pozostało niewiele dzieł bojczyków. W latach 30. władza zaczęła dostrzegać w ich pracach na temat codziennego życia wiejskiego "burżuazyjny nacjonalizm". Ich prace były niszczone i palone jako "antyradziecka i nacjonalistyczna propaganda", a samych artystów rozstrzeliwano w 1937 roku.
Ponowne pojawienie się monumentalnej sztuki w latach 60. świadczy o tym, że ukraińscy artyści zaczęli mieć możliwość kontynuowania tworzenia na swoich terenach i tworzenia prawdziwej historii ukraińskiego narodu.

## Miniatura
W strefie przemysłowej w mieście Czerniowce została wykonana dokładna kopia mozaiki na Szulawśce. Jej autor jest nieznany.